# Marie Vilhelmine Bang
Marie Vilhelmine (Ville) Bang (født 3. marts 1848 i København, død 1. januar 1932 på Støvringgaard) var en dansk maler. Bang var datter af deputeret i Rentekammeret, senere minister Peter Georg Bang og Marie Caroline Fribert.
Ville Bang forestod sammen med Augusta Paulli undervisningen på en tegne- og maleskole, hvis elever først og fremmest var kvindelige kunstnere. Under sin egen uddannelse i Paris havde hun søgt den mere traditionelle undervisning. Hendes produktion består af portrætter, landskaber og genrebilleder.

## Uddannelse
Ville Bang var elev hos malerne Frederik Vermehren, Jørgen Roed og Vilhelm Kyhn. I Paris omkring slutningen af 1870erne var hun elev af bl.a. Paul Gauguin, i hvis hjem hun boede, og af Léon Bonnat samt af Tony Robert-Fleury på Académie Julian. De to sidstnævnte malere hørte begge til de såkaldte salonrealister, og Ville Bang arbejdede videre med det forfinede realistiske maleri fra "det virkelige liv", som det var velkendt også i dansk malerkunst. I maleriet Interiør i hollandsk stil fra Eremitagen fra 1882 vises tjenestepige på trappen i Eremitageslottet som netop et sceneri, fremfor en iagttagelse af dårlige livsbetingelser.
Hun var elev på Kunstakademiet og Kunstskolen for Kvinder oktober 1888 til maj 1889.
Ville Bang skrev sammen med 22 andre kvindelige kunstnere i 1888 til Rigsdagen om at åbne Kunstakademiet for kvinder. Resultatet blev Kunstskolen for Kvinder og Ville Bang var blandt det første hold elever i oktober 1888.

## Rejser
- 1876-78 Paris
- 1886 eller 1887 Italien (Capri)

## Stipendier
- 1877-1878 Understøttelse fra Undervisningsministeriet

## Udstillinger
Ville Bang deltog adskillige gange i Charlottenborgs Forårsudstilling i perioden fra 1873 til 1932. Desuden deltog hun i Kvindernes Udstilling 1895, i Raadhusudstillingen 1901 og i Kvindelige Kunstneres retrospektive Udstilling 1920.

## Værker i offentlig eje
- 1865 Kapitæl fra Ribe Domkirke, tegning, Ribe Antikvariske Samling
- 1879 En lille model i hviletiden, Museum Sønderjylland
- 1916 Portræt af maleren Emilie Demant Hatt, Skive Kunstmuseum
- Grafiske værker i Kobberstiksamlingen